# Youssef Wayne Hvidtfeldt
Youssef Wayne Hvidtfeldt (født 6. august 1988) er en  dansk  skuespiller. 
Youssef Wayne Hvidtfeldt er uddannet på Skuespillerskolen ved Odense Teater i 2014.

## Filmografi

### Film
| År   | Titel           | Rolle       | Noter |
| ---- | --------------- | ----------- | ----- |
| 2018 | Ditte og Louise | Finn Holger |       |

### Tv-serier
| År        | Titel           | Rolle         | Noter                  |
| --------- | --------------- | ------------- | ---------------------- |
| 2017      | Mercur          | Johnny Reimar | Episode 8              |
| 2017-2019 | Perfekte Steder | Stoffer       | Episoder: 2, 4         |
| 2018      | Hånd i hånd     | Mark          | S2E11 S2E12            |
| 2022      | Borgen          | Benjamin Holm | Episode 31-33 og 35-38 |
| 2023      | Huset           | Sammi         |                        |